# Mindelstetten
Mindelstetten er en kommune i Landkreis Eichstätt i Regierungsbezirk Oberbayern i den tyske delstat Bayern. Den er en del af Verwaltungsgemeinschaft Pförring.

## Geografi
Mindelstetten ligger i Region Ingolstadt, i landskabet Hallertau (der er det største humleproducerende område i verden) på grænsen til Niederbayern.
Gennem Mindelstetten løber floden Dettenbach. Mindelstetten ligger mellem Bellerberg og Schellerberg.

### Inddeling
Der er følgende landsbyer og bebyggelser: Grashausen, Hiendorf, Hüttenhausen, Imbath, Mindelstetten, Offendorf, Stockau, Oberoffendorf, Weiher og Tettenagger.
- Wikimedia Commons har flere filer relateret til Mindelstetten